# ريإيج ساتو
ريإيج ساتو (باليابانية: 佐藤令治) هو لاعب كرة قدم ياباني في مركز الوسط، ولد في 5 مارس 1993 في كيتاكاتا في اليابان. لعب مع نادي تيكوس.